# 3e cérémonie des Chicago Film Critics Association Awards
La 3e cérémonie des Chicago Film Critics Association Awards, décernés par la Chicago Film Critics Association a récompensé les films réalisés dans l'année 1990.

## Palmarès

### Meilleur film
- Les Affranchis (GoodFellas)

### Meilleur réalisateur
- Martin Scorsese pour Les Affranchis (GoodFellas)

### Meilleur acteur
- Jeremy Irons pour Le Mystère von Bülow (Reversal of Fortune)

### Meilleure actrice
- Kathy Bates pour le rôle de Annie Wilkes dans Misery

### Meilleur acteur dans un second rôle
- Joe Pesci pour Les Affranchis (GoodFellas)

### Meilleure actrice dans un second rôle
- Lorraine Bracco pour Les Affranchis (GoodFellas)

### Acteur le plus prometteur
- Macaulay Culkin pour Maman, j'ai raté l'avion !

### Actrice la plus prometteuse
- Penelope Ann Miller pour Vive le sport ! (The Freshman)
  - Kathy Bates pour le rôle de Annie Wilkes dans Misery

### Meilleur scénario
- Les Affranchis (GoodFellas) – Nicholas Pileggi et Martin Scorsese

### Meilleure photographie
- Danse avec les loups (Dancing With Wolves) – Dean Semler

### Meilleur film en langue étrangère
- Le Cuisinier, le voleur, sa femme et son amant (The Cook, The Thief, His Wife and Her Lover) •  France  Royaume-Uni
- Cyrano de Bergerac •  France